# Sympistis apep
Sympistis apep là một loài bướm đêm thuộc họ Noctuidae. Nó được tìm thấy ở Washington tới Oregon on low elevations (up to 2600 foot).
Its’s habitat consists of thin, dry và rocky soil.
Sải cánh dài 18–25 mm. Con trưởng thành bay vào cuối tháng 9.